# 日本バプテスト教会連合
日本バプテスト教会連合（にほんバプテストきょうかいれんごう）は、日本のアメリカ合衆国バプテスト派の団体。日本福音同盟に加盟している。

## 沿革
- 1948年7月、バプテスト・ジェネラル・カンファレンス（英語版） (BGC) の日本への最初の宣教師、フランシス・B・ソーリー夫妻が伝道活動を開始した[1][2]。その後、次々と宣教師が来日した。中国の共産化に伴い日本に移った宣教師もいた。東京都を中心に伝道し、練馬教会[1]や東京中央教会[3]などを創設する。その後、和歌山県や三重県において教会を建設した。
- 1965年9月、日本基督バプテスト連合宣教団によって生まれた教会と友好関係にある教会が集まり、教会連合を結成した[4]。

## 有名な牧師
- 佐竹十喜雄
- 泉田昭
- 横山武
- 中澤啓介
- 福井誠
- 伊藤明生
- 河野勇一
- 米内宏明
- 藤䉤庸一